# Mészáros András (filozófus)
Mészáros András (Bélvata, 1949. július 11. –) filozófus, egyetemi tanár.

## Élete
1967-ben érettségizett Pozsonyban, majd 1973-ban a pozsonyi Comenius Egyetem filozófia–magyar szakán szerzett tanári oklevelet. 1982-től a filozófiai tudomány kandidátusa. 1973–1983 között a Comenius Egyetem tanársegéde, majd adjunktusa. 1983–1993 között a Szlovák Tudományos Akadémia Filozófiai Intézetének tudományos munkatársa. 1993-tól a Comenius Egyetem Magyar Nyelvi és Irodalmi tanszékének adjunktusa, 1995-től docense, 2000-től professzora, 1997–2003 között tanszékvezetője. 2006-tól a nyitrai Konstantin Filozófus Egyetem Közép-európai Tanulmányok Kara Nemzeti és Nemzetiségi Kultúrák Intézetének vezetője.
Kutatási területe a magyar filozófia története, illetve a magyarországi iskolai filozófia története, a filozófia és az irodalom határterületei. A 2013-tól a Szlovákiai Magyar Akadémiai Tanács alelnöke, 2017-től elnöke.

## Elismerései
- 2014 Madách Imre nívódíj
- 2017 Turczel Lajos-díj
- 2023 SZTA Ľudovít Štúr emlékérme[1]

## Művei
- 1980 Vandrák András filozófiai rendszere
- 1993 Arisztotelész esete Phyllisszel (átdolgozott változata: 2001 A transzcendencia lehelete)
- 1999 Idő által homályosan (esszék)
- 2000 A filozófia története Magyarországon a kezdetektől a 19. század végéig
- 2003 A felsőmagyarországi iskolai filozófia lexikona
- 2006 Mozgó halhatatlanság
- 2016 Megírható-e a magyar filozófia története? Székfoglaló előadások a Magyar Tudományos Akadémián